# Before He Cheats
„Before He Cheats” este o piesă country a interepretei americane Carrie Underwood. Cântecul a fost inclus pe albumul de debut al artistei, Some Hearts, fiind lansat ca cel de-al patrulea disc single al materialului. „Before He Cheats” a obținut locul 1 în Billboard Hot Country Songs, devenind cel de-al doilea single al artistei ce ajunge în vârful clasamentului. De asemenea, discul a obținut clasări de top 10 în Canada și Statele Unite ale Americii. Cântecul a staționat în Billboard Hot 100 timp de șaizeci și patru de săptămâni, devenind cea de-a treia cea mai longevivă piesă country ce a activat în acest clasament. Pentru interpretarea acestui cântec, Underwood a fost răsplătită cu un premiu Grammy în anul 2008.

## Clasamente
| Clasament                     | Poziția maximă | Referință |
| ----------------------------- | -------------- | --------- |
| Canadian Country Singles      | 1              | [ 8 ]     |
| Canadian Hot 100              | 4              | [ 4 ]     |
| Billboard Hot Country Songs   | 1              | [ 2 ]     |
| Billboard Hot 100             | 8              | [ 3 ]     |
| Billboard Pop 100             | 9              | [ 9 ]     |
| Billboard Pop Airplay         | 9              | [ 9 ]     |
| Hot Adult Contemporary Tracks | 6              | [ 9 ]     |
| Billboard Hot Digital Songs   | 10             | [ 9 ]     |
| Billboard Hot Adult Tracks    | 5              | [ 9 ]     |
| Hot Ringtones                 | 18             | [ 9 ]     |
| United World Chart            | 25             | [ 3 ]     |